# 野村たかし
野村 たかし（のむら たかし、1975年3月18日 - ）は、日本の俳優である。株式会社CES (芸能事務所)所属。旧芸名および本名は野村 貴志。
兵庫県尼崎市出身。大阪音楽大学音楽学部器楽学科卒業。身長165cm。血液型A型。特技は楽器演奏で主にホルン・トランペットをやっている。

## 出演

### テレビドラマ
- L×I×V×E（1999年、TBS） 野村貴志役
- 金曜ドラマ「ケイゾク」特別編（1999年、TBS）
- 東芝日曜劇場「ビューティフルライフ」（2000年、TBS）
- ナースのお仕事3（2000年、フジテレビ）
- 多重人格探偵サイコ -MPD-PSYCHO- 雨宮一彦の帰還（2000年、WOWOW）
- 柔らかな頬（2001年、BS-i）
- ウソコイ（2001年、関西テレビ）
- 相棒（2002年、テレビ朝日）
- 大学病院 救急救命室 Vital Signs〜ドランクと呼ばれた男（2006年、BS-i）
- のぞき屋 第4話 - 6話（2007年、テレビ東京） - 山崎治 役
- サタデーTVラボ「栞と紙魚子の怪奇事件簿」第10話（2008年、日本テレビ放送網）
- 世にも奇妙な物語 '09春の特別編 真夜中の殺人者（2009年、フジテレビジョン）
- 土曜ワイド劇場「拘置所の女医」（2011年、テレビ朝日）
- ブルドクター 第1話（2011年、日本テレビ） - 市役所職員 役
- でたらめヒーロー（2013年、読売テレビ） - 清水 役
- 戦力外捜査官 第3話（2014年、日本テレビ）
- 松本清張ドラマスペシャル・死の発送（2014年、フジテレビ）
- ビンタ!〜弁護士事務員ミノワが愛で解決します〜 第6話（2014年、読売テレビ） - 倉松 役
- ドクターカー 第4話（2016年、読売テレビ） - パチンコ店の店長 役
- 麒麟がくる（2020年、NHK大河ドラマ）
- 警視庁強行犯係・樋口顕 第9作『鬼火』（2020年12月14日、テレビ東京） - 北田智也 役
- 4つの不思議なストーリー『不思議なお守り』（2020年12月26日、フジテレビ）
- 冤罪犯（2021年8月30日、テレビ東京） - 足立 役
- 横山秀夫サスペンス第三の時効（2021年11月29日、テレビ東京）
- ＃居酒屋新幹線 第5話（2022年1月19日、TBS） - 新幹線乗客 役
- 元彼の遺言状 第1話（2022年4月11日、フジテレビ）
- 未来への10カウント 第8話（2022年6月2日、テレビ朝日）
- 湊かなえ「落日」 第2話（2023年9月17日、WOWOW）
- さよならマエストロ〜父と私のアパッシオナート〜（2024年1月14日 - 3月17日、TBS） - 中橋じゅんいち　役
- Qrosの女 スクープという名の狂気 第4話・第5話（2024年10月28日・11月4日、テレビ東京）[1]

### 映画
- 閉じる日（2000年、シネロケット、行定勲監督）
- 悲しきヒットマン（2001年、横井健司監督）
- 750（ナナハン）ライダー1・2（2001年、ケイエスエス、勝山茂雄監督） ※オリジナルビデオ
- 人妻処刑人R MISSION 1 : 血塗られた操（2000年、レジェンド・ピクチャーズ、成田裕介監督） ※オリジナルビデオ
- ラブホテル 夜に咲く花（2001年、レジェンド・ピクチャーズ、成田裕介監督） ※オリジナルビデオ
- 岸和田少年愚連隊 カオルちゃん最強伝説（2001年、セディック・インターナショナル、宮坂武志監督）
- Quartet/カルテット（2001年、ソニー・ピクチャーズエンタテインメント、久石譲監督）
- GO!（2001年、日活、矢崎充彦監督）
- GO（2001年、東映、行定勲監督）
- 自殺サークル（2002年、アースライズ、園子温監督）
- 突入せよ! あさま山荘事件（2002年、東映、原田眞人監督）
- 新刑事まつり 〜一発大逆転 軍団刑事っ!〜（2003年、コムテッグ、榊英雄監督）
- カクト（2003年、ザナドゥー、伊勢谷友介監督）
- ロボコン（2003年、東宝、古厩智之監督）
- 終着駅の次の駅（2003年、ギャガ・コミュニケーションズ、テアトル新宿） ※オムニバスショートムービー
- is A.（2004年、GPミュージアムソフト、藤原健一監督）
- Bon Voyage!（2004年、アスミック・エース、及川拓郎監督）
- Indian summer（2005年、スローラーナー、佐藤太監督）
- ジーナ・K（2005年、シグロ、藤江義正監督）
- Jam Films female - 桃 -（2005年、東芝エンタテインメント、篠原哲雄監督）
- 楽園 -流されて-（2006年、バイオタイド、亀井亨監督）
- さくらん（2007年、アスミック・エース、蜷川実花監督）
- テケテケ（2009年、アートポート、白石晃士監督）
- オカルト（2009年、クリエイティブアクザ、白石晃士監督）
- 闇金ウシジマくん（2012年、スターダストピクチャーズ、山口雅俊監督）
- ミドリムシの夢（2019年、真田幹也監督）
- 太陽がしょっぱい（2024年、アークエンタテインメント、西川達郎監督）[2]

### DVD
- 心霊写真部 壱限目 第3話 『心霊プリクラ』（2010年、ハピネット）

### PV
- RIZE 5thアルバム「SPIT&YELL Visuarize Movie」（2005年、エピックレコードジャパン） ※ショートムービー
- ラムジ 1stアルバム「ラムレンジャー・ひとりぎみ　〜太子堂純〜」（2006年、avex trax） ※ショートムービー